# Felgenschloss

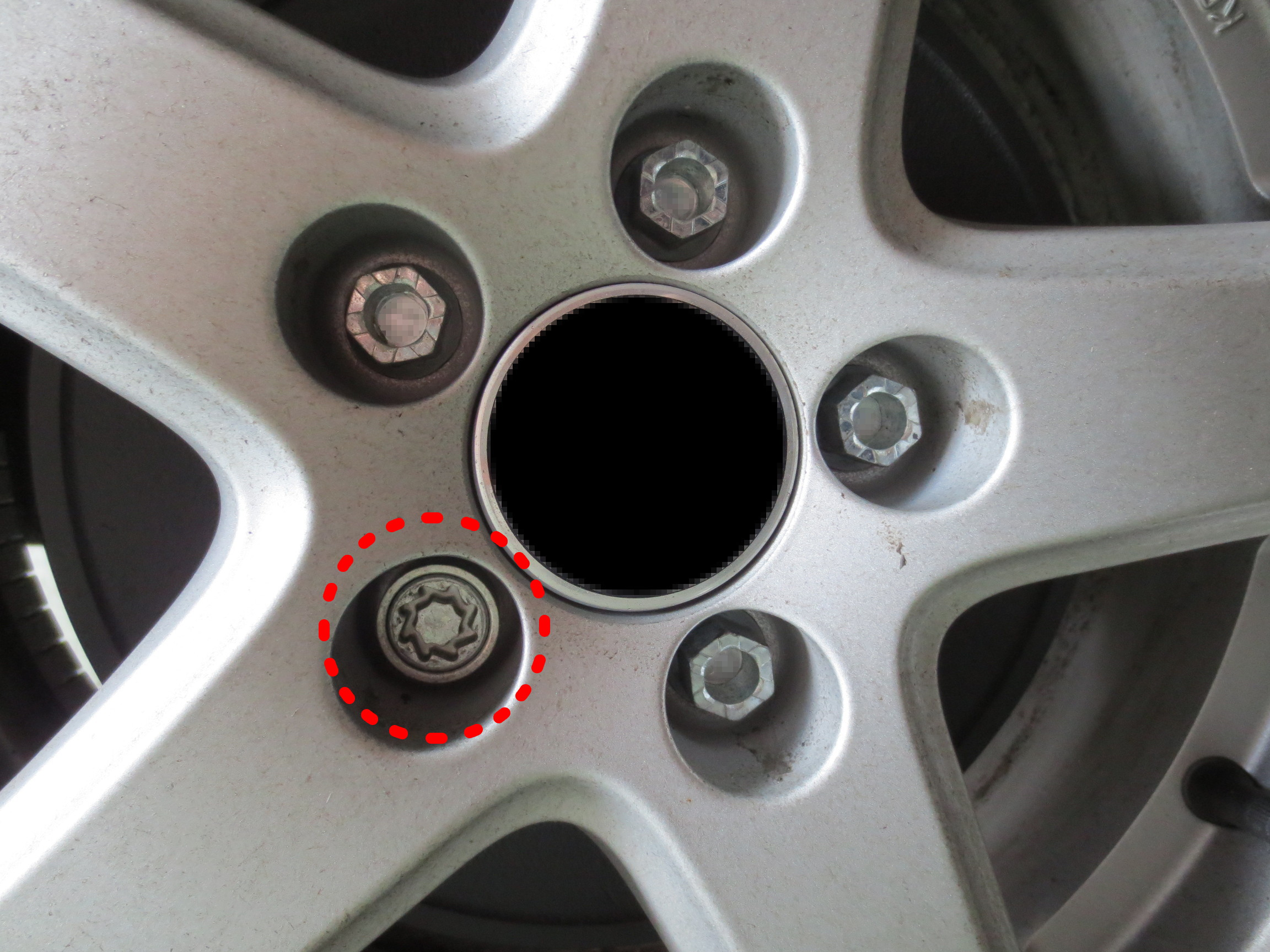
Leichtmetallrad, das mit vier Sechskant-Radschrauben und einem Felgenschloss (rot eingekreist) am Nabenflansch eines Autos montiert ist (Kunststoff-Radschraubenkappen sind nicht aufgesteckt, damit die Schraubenköpfe sichtbar sind; Markenspezifisches wurde im Foto verpixelt)

Ein Felgenschloss, manchmal auch Felgensicherung, Radsicherung, Radsicherungsbolzen, Radschraubensicherung oder Sternschraube und auf Englisch wheel screw lock socket oder wheel lock genannt, ist eine spezielle Radschraube oder Radmutter, die sich mit handelsüblichen Sechskant-Montagewerkzeugen weder lösen noch anziehen lässt, sondern nur mit passendem Spezialwerkzeug, das als Felgenschloss-Schlüssel, kurz Schlüssel, bezeichnet wird. Die Schlüssel sind meist als Adapter ausgeführt, die auf der einen Seite zum Profil des Felgenschlosses passen und auf der anderen Seite einen herkömmlichen Außen-Sechskant-Antrieb haben.

## Aufbau und Funktionsweise
Felgenschlösser weichen von der bei gewöhnlichen Radschrauben und -muttern allgemein üblichen Sechskant-Außenkontur ab. Felgenschlösser (in Schraubenform) weisen also eine Sonderform des (Schraubenkopf-)Antriebs auf, unterscheiden sich – im Vergleich mit gewöhnlichen Radschrauben und -muttern – jedoch nicht beim Gewinde. Somit kann grundsätzlich jede Radschraube oder -mutter, falls gewünscht, durch ein passendes Felgenschloss ersetzt werden.
Es gibt eine Vielzahl an verschiedenen Sonderformen mit jeweils individuellen Profilen und auch unterschiedlichen Abmessungen.
Die Außenkontur von Felgenschlössern ist meist kreisförmig. Bei manchen Felgenschlössern ist am Kopf außen ein Ring vorhanden, der drehbar ausgeführt ist, ohne dass sich jedoch dadurch das Gewinde des Felgenschlosses mitdrehen ließe. Dies soll verhindern, das Felgenschloss mit anderem Werkzeug zu öffnen (z. B. Zange, Felgenschloss-Demontagehülse, Trennschleifer, Mutternsprenger, …).

### Schlüssel
Zum Lösen oder Anziehen von Felgenschlössern ist nicht allgemein gebräuchliches Spezialwerkzeug nötig, das zum jeweiligen Felgenschloss passen muss und das im Allgemeinen umständlicher zu beziehen und teurer ist als die bei Radschrauben und -muttern sonst üblichen Sechskant-Werkzeuge wie z. B. Schraubenschlüssel, insbesondere Steckschlüssel, Kreuzschlüssel, Knarre oder Drehmomentschlüssel mit Stecknuss.
Damit ein Schlüssel für ein bestimmtes Felgenschloss passt, müssen die Profile beider Elemente zusammenpassen, und zwar so, dass ein formschlüssiger Kontakt zwischen Schlüssel und Felgenschloss entsteht, der das Drehen des Felgenschlosses auch unter Aufprägung des erforderlichen Drehmoments erlaubt.

### Betätigung
Zur Betätigung ist es während des Drehmoment-Aufbringens zusätzlich nötig, den Schlüssel mit ausreichender Kraft axial gegen das Felgenschloss zu drücken. Ansonsten kann es passieren, dass der formschlüssige Kontakt unter Last abreißt und Schlüssel oder Felgenschloss beschädigt werden. Diese Gefahr besteht insbesondere dann, wenn die Rotationsachse des Schlüssels (also des aufgebrachten Drehmoments) nicht exakt mit der Felgenschloss-Längsachse fluchtet, man das Werkzeug beim Betätigen also etwas schräg ansetzt oder wackelt. Da bei vielen Felgenschlössern die Profiltiefe oft nur wenige Millimeter beträgt, ist diese Gefahr des Abschlüpfens meist größer als bei gewöhnlichen Sechskant-Radschrauben oder -muttern; es ist exaktes Arbeiten nötig.

## Verwendung
Felgenschlösser werden bevorzugt für höherwertige Leichtmetall-Räder verwendet, können aber auch bei Lastkraftwagen eingesetzt werden.
Zum Teil raten Hersteller von Felgenschlössern davon ab, sie mit Schlagschraubern anzuziehen oder zu lösen.

## Zweck
Felgenschlösser sollen dem Schutz der Felgen samt Reifen vor Diebstahl dienen. Normalerweise wird eine Felge mit mehreren Radschrauben oder -muttern am Nabenflansch des Fahrzeugs befestigt. Zwecks Diebstahlschutzes sollte es dann ausreichen, wenn mindestens eine dieser Radschrauben oder -muttern als Felgenschloss ausgeführt ist.
Dies kann natürlich nicht verhindern, dass stattdessen einfach die restlichen Radschrauben entwendet werden.

## Handel
Felgenschlösser für Autos werden daher üblicherweise in Verpackungseinheiten von vier Stück je Packung verkauft, somit steht für jedes der vier Räder ein Felgenschloss zur Verfügung.
Im Fachhandel sind für die verschiedenen Profile jeweils geeignete Montagewerkzeuge (Felgenschloss-Schlüssel) – z. B. Schlüsselsätze mit Felgenschloss-Adaptern für Sechskant-Stecknüsse – erhältlich, mit denen die zugehörigen Felgenschlösser betätigt werden können.

## Entfernen defekter Felgenschlösser
Zum Entfernen defekter Felgenschlösser gibt es mehrere Methoden, die im Idealfall möglichst universell, also insbesondere unabhängig vom Hersteller und vom individuellen Felgenschloss-Profil, einsetzbar sind und – abgesehen vom betroffenen Felgenschloss – keine weiteren Schäden verursachen sollen:

### Demontagehülsen
Es gibt spezielle Felgenschloss-Demontage-Sets, mit denen sich defekte Felgenschlösser entfernen lassen sollen. Die hierin enthaltenen Demontagehülsen haben außen einen herkömmlichen (Sechskant-)Antrieb und laufen innen konisch zu. Sie werden mit einem Hammer auf das defekte Felgenschloss aufgeschlagen, um eine reibschlüssige Kraftübertragung und somit das Lösen zu ermöglichen. Die Demontagehülsen sind wiederverwendbar, unterliegen jedoch einer gewissen Abnutzung durch Reibung. Bei Felgenschlössern, die außen einen frei drehbaren Ring haben, funktioniert diese Methode im Allgemeinen nicht, weil sich das Gewinde trotz aufgeschlagener Demontagehülse wegen des Rings nicht mitdrehen lässt.

### Ausbohren und entfernen mit Ausdrehdorn
Auch für diese Methode werden spezielle Felgenschloss-Demontage-Sets angeboten. Eine Zentrierhilfe wird mit einem Hammer auf das defekte Felgenschloss geschlagen, sodass sie einen Spiralbohrer führen kann, mit dem das Felgenschloss dann am Kopf zentriert circa 1–2 cm tief angebohrt wird. Dabei ist darauf zu achten, dass das Bohrloch nicht zu tief ausfällt, denn das Felgenschloss muss trotz Bohrung in der Lage bleiben, den beim Herausdrehen auftretenden Torsionskräften standzuhalten, ohne zu brechen. Nach dem Entfernen der Metallspäne wird mit einem Hammer ein spezieller Ausdrehdorn ins Felgenschloss eingetrieben. Der Ausdrehdorn verfügt auf der einen Seite über einen Standard-Antrieb (normalerweise Außen-Sechskant), auf der anderen Seite über mehrere in Längsrichtung außen am Schaft verlaufende Mitnehmer-Zähne, die das auf den Ausdrehdorn axial aufgebrachte Drehmoment auf das Felgenschloss übertragen; so kann das Felgenschloss herausgedreht werden. Der Bohrlochdurchmesser ist dabei so zu wählen, dass eine Pressverbindung zwischen Ausdrehdorn und Felgenschloss entsteht, also einerseits der Schaft des Ausdrehdorns hineinpasst und andererseits sich die Mitnehmer-Zähne einschlagen lassen und ausreichenden Halt finden. Um dies zu gewährleisten, liegen den Demontage-Sets meist passende Bohrer bei. Das Felgenschloss wird bei dieser Methode zerstört. Der Ausdrehdorn kann – z. B. mit einem Gabel-artigen Ausdrehdorn-Trennwerkzeug – aus dem ausgedrehten Felgenschloss herausgeschlagen werden. Die Ausdrehdorne sind somit wiederverwendbar, wobei jedoch die Mitnehmer-Zähne durch das Einpressen und die Drehmoment-Übertragung einer gewissen Abnutzung durch Reibung unterliegen. Diese Methode sollte auch bei Felgenschlössern, die außen einen frei drehbaren Ring haben, funktionieren, ist jedoch nicht anwendbar bei Felgenschlössern mit Stirnloch, wenn der Stirnloch-Durchmesser größer ist als der für den Ausdrehdorn benötigte Durchmesser.

### Linksausdreher
Mit einem Linksausdreher kann es gelingen, ein defektes Felgenschloss zu lösen und herauszudrehen. Dazu wird das Felgenschloss mit einem Spiralbohrer zentriert am Kopf angebohrt, wobei die Bohrlochtiefe in etwa dem Bohrlochdurchmesser entspricht. Die Bohrung muss so ausgeführt werden, dass einerseits der passende Linksausdreher angesetzt werden und ausreichenden Halt finden kann und andererseits das Felgenschloss nicht zu sehr geschwächt wird, sodass es den beim Herausdrehen auftretenden Kräften, insbesondere den Torsionskräften, standhalten kann, ohne zu brechen. Das Felgenschloss wird bei dieser Methode zerstört, der Linksausdreher normalerweise nicht, er unterliegt aber einer gewissen Abnutzung infolge der auftretenden Reibungskräfte. Ein Linksausdreher kann auch zum Einsatz kommen, wenn der Kopf des Felgenschlosses oder der Radschraube abgerissen ist und nur mehr der Gewindeteil festsitzt.

## Profile
Welches Profil ein herstellerseitig eingesetztes Felgenschloss aufweist, kann vom Kraftfahrzeughersteller, vom Fahrzeugmodell und/oder vom Baujahr abhängen. Die Profile können grob in die folgenden Profil-Typen eingeteilt werden, wobei es innerhalb eines Profil-Typs viele verschiedene konkrete Profil-Ausführungen gibt:
- „Kleeblatt“-Profile
  - Audi: 20-teiliges Sortiment mit den Kennungen: 801, 802, 803, 804, 805, 806, 807, 808, 809, 810, 811, 812, 813, 814, 815, 816, 817, 818, 819, 820[15]
  - BMW: 20-teiliges Sortiment mit den Kennungen: 041, 042, 043, 044, 045, 046, 047, 048, 049, 050, 051, 052, 053, 054, 055, 056, 057, 058, 059, 060[5][16]
  - Mercedes-Benz: 10-teiliges Sortiment mit den Kennungen: 5A, 5C, 5D, 5E, 5F, 5G, 5L, 5N, 5P, 5X[17]
  - Volkswagen (VW): 20-teiliges Sortiment mit den Kennungen: 521, 522, 523, 524, 525, 526, 527, 528, 529, 530, 531, 532, 533, 534, 535, 536, 537, 538, 539, 540[6][18]
- „Vielzahn“- bzw. „Stern“-Profile
  - BMW: 20-teiliges Sortiment mit den Kennungen:[7][19] (die Zahl vor „PT“ gibt die Anzahl der Zähne an)
    - 10 Schlüssel mit Stirnloch: 30/13PT, 31/15PT, 32/16PT, 33/17PT, 34/18PT, 35/19PT, 36/20PT, 37/21PT, 38/22PT, 40/23PT
    - 10 Schlüssel ohne Lochung: 11/15PT, 12/14PT, 13/16PT, 14/12PT, 15/11PT, 16/10PT, 17/7PT, 18/13PT, 19/8PT, 20/9PT

  - VAG-Fahrzeuge: 22-teiliges Sortiment mit den Kennungen:[8][20] (die Zahl vor „PT“ gibt die Anzahl der Zähne an)
    - 12 Schlüssel mit Stirnloch: 51/6PT, 52/7PT, 53/8PT, 54/9PT, 55/10PT, 56/11PT, 57/12PT, 58/13PT, 59/14PT, 60/15PT, 61/16PT, 62/17PT
    - 10 Schlüssel ohne Lochung: ABC0/10PT, ABC1/11PT, ABC2/13PT, ABC3/14PT, ABC4/15PT, ABC5/16PT, ABC6/17PT, ABC7/19PT, ABC8/20PT, ABC9/21PT

Anmerkung: Diese Auflistung ist nicht vollständig; es gibt noch andere Felgenschloss-Profile.